# Минскин
Минскин - порода коротколапых кошек, главная особенность которых - шерсть,  она густая, плотная, отличной текстуры, которая растет островками на почти голом животном. Участки тела, которые покрыты шерстью, могут быть на голове, ушах, ногах и хвосте. Шерсть на лапах может доходить до плеч и бёдер, и иногда текстура подвергаются сезонным и гормональным изменениям.

## История
В 1998 году фелинолог Пол МакСорли начал работу над породой Минскин. Подобно тому, как у сиамских кошек в окрасе есть отметины ушей, стоп, хвоста, а также мордочки, он представил себе кошку с короткими ногами и шерстью, растущей, как у сиамских поинтов, островками на голом теле. Чтобы достигнуть своей цели, Пол скрестил кошку породы Манчкин с короткими лапами и Сфинкса для получения бесшерстного признака, а также использовал Девон рекса и Бурму в своей племенной программе разведения.
Целью работы селекционеров было создать миниатюрную коротколапую кошку с велюровой кожей как у сфинкса и мягкой вьющейся шерстью на пойнтах, как у рексов. Котёнок, отвечающий всем вышеперечисленным требованиям, появился спустя два года с начала работ, в 2000 году, однако работа над породой ведется до сих пор. Первого котёнка минскина назвали Рори. В TICA есть специальная программа, которая продолжает следить за разведением и развитием минскина. В 2012 году кошек породы минскин насчитывалось чуть больше 100 особей. С 2008 года данная порода кошек допускается для участия в выставках.
На данный момент порода признана фелинологической федерацией TICA в качестве экспериментальной.

## Стандарт породы
На данный момент порода минскин  признана и активно наблюдается только фелинологической  федерацией TICA, именно в ней и был разработан стандарт этой породы.
Стандарт породы согласно TICA выглядит следующим образом:
Голова – круглая, скорее широкая, чем длинная, без плоских линий, с сильным подбородком, широкой и короткой мордой и рельефными подушечками усов, хорошо развитая и гибкая шея;
Уши – большие, открытые и настороженные, с немного закругленными кончиками, широкие у основания, могут быть полностью лысыми;
Глаза – большие и круглые, широко посаженные, взгляд кажется удивленным и настороженным;
Нос – не прямой, но и без горбинки, легкий изгиб на конце;
Усы – могут быть редкими, сломанными или вообще отсутствовать;
Тело – из-за коротких лап может казаться длинным, линия спины немного приподнята к бёдрам, широкая, сильная и мускулистая грудная клетка;
Лапы – короткие, одинаковой длины выше и ниже коленного сустава, задние лапы немного длиннее передних;
Хвост – немного длиннее тела, постепенно сужается от основания к слегка притупленному кончику;
Шерсть – короткая, меховые поинты на морде, ушах, лапах, хвосте и под хвостом; иногда мех может быть по всей длине лап, на бёдрах и плечах, но живот всегда лысый.

## Характер и особенности породы
Несмотря на свой рост и короткие лапы, минскины очень проворные и шустрые коты. Они не способны, как большинство обычных кошек, запрыгивать на высокие поверхности, но могут забраться туда иначе. У  минскинов очень высокий уровень интеллекта и умение находить нетривиальные решения задач, которому эти кошки учатся с детства из-за своих особенностей. Они  любят залезть куда-то повыше, и в случае минскинов это стремление лучше поощрять, так как этим котам бегать и активно двигаться необходимо, иначе начнутся проблемы с позвоночником.
Минскины очень контактны и любят ласку. Их лучше не оставлять надолго в одиночестве, так как эти коты очень привязываются к человеку.
Коты породы минскин хорошо ладят с другими животными, потому отлично подойдут и владельцам собак. При этом с детьми они терпеливы.

## Генетика и особенности здоровья
Минскин это порода, построенная на основе четырех ранее существовавших пород: Манчкин, Бурма, Девон Рекс и Канадский сфинкс.
Особенности роста и мехового покрытия минскина никак не влияют на его здоровье и качество жизни, особым требованием можно считать только  необходимость достаточно подвижного образа жизни, а также то, что на период взросления котёнка лучше избегать длительного хождения по лестнице. Однако точно определить наличие наследственных заболеваний породы пока тяжело, так как для этого не достаточно статистических данных.
Известные дефекты в породе: встречались случаи нарушения развития: лордоз (искривление осанки – сильный изгиб в пояснице) и деформация грудной клетки.
Как упоминалось выше, при активном образе жизни минскины – это в целом здоровые и устойчивые к болезням коты. Средняя продолжительность жизни кота – 12-15 лет.